# Gravatá
Gravatá es un municipio brasileño del estado de Pernambuco situado a 75 km de Recife. En el año 2020 tenía una población estimada de 84.699 habitantes.

## Historia

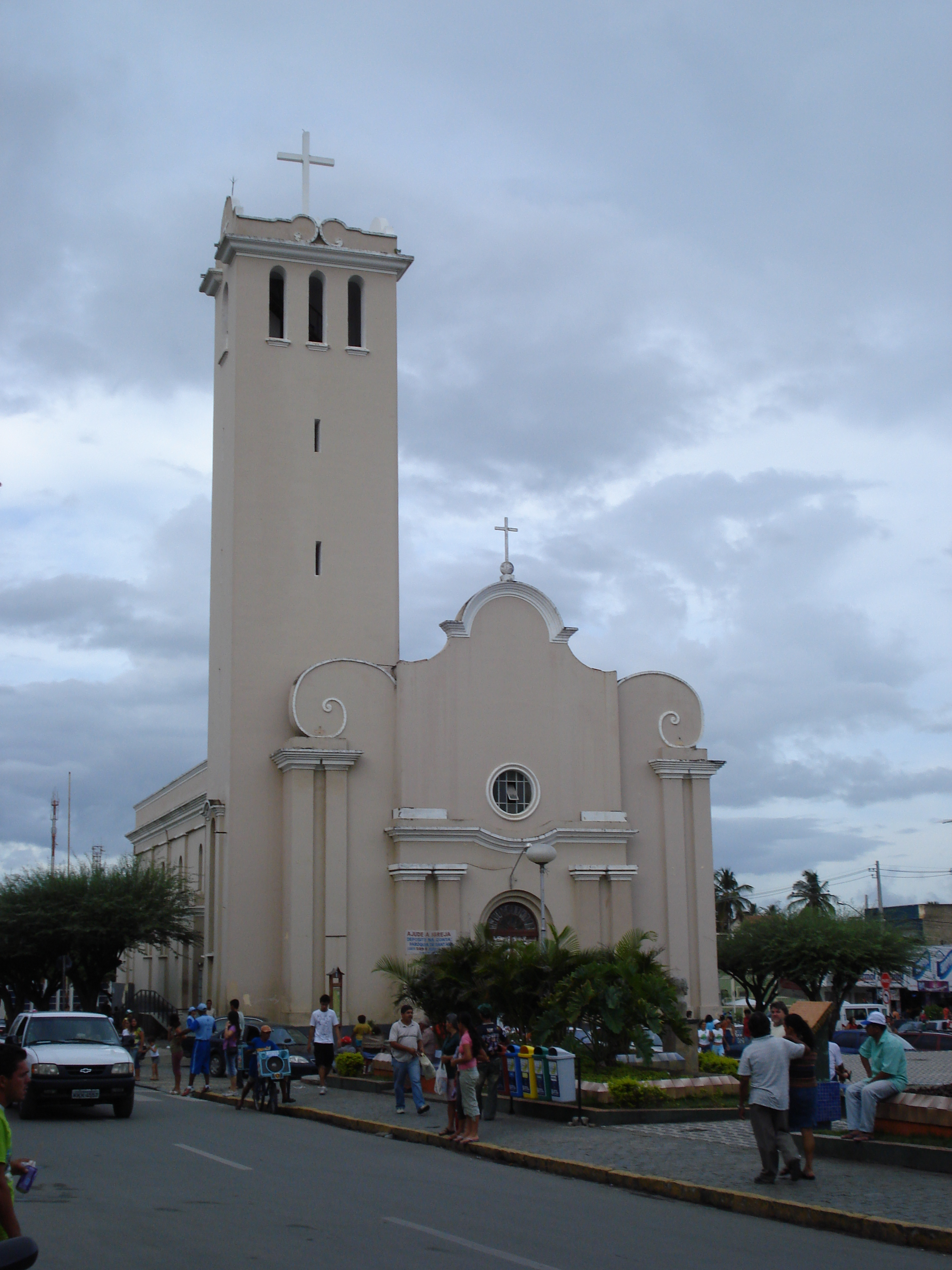
Capilla de Sant'Ana.

Gravatá tiene sus orígenes en una granja que en 1808, perteneciendo a José Justino Carreiro de Miranda, fue un lugar que sirvió como alojamiento para los viajeros que comercializaron el azúcar y la carne bovina, productos importantes en ese tiempo, que se embarcaban de Recife al interior de Pernambuco. La navegación en el río Ipojuca era difícil, y los comerciantes fueron obligados a hacer paradas estratégicas, también para evitar que el ganado perdiera peso. Uno de esos lugares de parada era conocido bajo el nombre de Crauatá, que viene de nombre en la lengua Tupí Karawatã (mato que fura), debido al predominio de una planta perteneciendo a la familia de bromelias llamada Caraguatá o también Caroatá, Caróa y Gravatá. A finales el siglo XVIII, José Justino Carreiro de Miranda tomó la propiedad de la Fazenda Gravatá que durante mucho tiempo sirvió como alojamiento para los viajeros, y dos poblaciones aparecieron una en cada margen del río.
En 1810 empezó la construcción de una capilla dedicada a Santa Ana,  que 12 años después se concluiría por el hijo José Justino Carreiro de Miranda, João Félix Justiniano. 
Poco después las tierras eran divididas en cien parcelas y vendidas a los residentes, dando inicio a la población Gravatá (Cidade de Gravatá), siendo un distrito del municipio Bezerros. 
En 1875 la freguesia fue creada, y el 30 de mayo de 1881 Gravatá subía a la categoría de "pueblo" a través del provinciano de la Ley n.º 1560 (Lei Provicial n° 1.560), y la capilla se transformó en la iglesia matriz. 
El 13 de junio de 1884, la oficina principal el distrito municipal se elevó a la categoría de la ciudad (Lei Provicial n° 1.805). Sin embargo, la emancipación política sólo vendría después de la Proclamación la República, con el acto orgánico del distrito Municipal el 15 de marzo de 1893, cuando la ciudad ganó la autonomía municipal y eligió al alcalde primero, Antonio Avelino hacen Rêgo Barros. 
A finales del siglo XIX, con la inauguración de la Ferrovia Great Westerns Railways, ligando Recife al interior de Pernambuco, la ciudad tomó el pulso considerable y, poco a poco, la vocación se definió para el turismo, sobre todos con la construcción de la carretera BR-232, en la Serra das Russas.

## Contexto geográfico
Gravatá ocupa 491,53 km². Con una temperatura media anual de 18° a 22 °C es un destino para el turismo. Está situado en la zona rural de Pernambuco (Agreste Pernambucano), en la «micro-región» del valle de Ipojuca (Valle do Ipojuca), un área de transición entre el bosque y el área rural. Siendo un centro regional, se une a Recife por la carretera federal (BR-232), que pasa por Vitória de Santo Antão y Jaboatão dos Guararapes. 

## Administración
El distrito municipal está compuesto por la sede del distrito y por los pueblos Uruçu-Mirim, Russinhas, São Severino de Gravatá, Avencas e Ilha Energética.

## Economía
Agricultura: piña, maíz, algodón, dulce, patata, tomate, mandarina, frijol, plátano, yuca, fresa, retailtrade y ganado. Conocido como un sitio de comercio importante del Estado, se concentran numerosos fabricantes de muebles rústicos en madera sólida, además de fibras naturales, mimbre y rota. También hay muchos artesanos que producen gran variedad de artesanía, desde las tradicionales muñecas de la suerte a esculturas.
Graváta es uno de los productores principales de verdura en Pernambuco, se producen por término medo 2 cada semana, que se comercializan en las ferias de la ciudad y también en Caruaru y Recife. 
También el distrito municipal produce la máxima cantidad de flores templadas en el Noreste, cultivando distintas clases de rosa, crisantemo y otras. 
En la sección de la crianza animal, se destaca su vocación de criar animales seleccionados. Se crían caballos de razas mango descargo marchador y milla el cuarto; la bandada bovina la camiseta de milkpans de razas, el gir, girolando y guzolando, el ovino el inês de santo de razas, texel de hormiga de suffolk y bovid con la raza Bóer importado de Canadá, Estados Unidos, Alemania y África Sur. Además hay perreras innumerables, con las razas rotwailer, embalador y perro de aguas del cocker. 
La sección de bienes estatales del distrito municipal es uno de los más importantes en el interior de Pernambuco, sobre todo después de la duplicación BR-232 (hoy denominada Rodovia Luiz Gonzaga) y para las tierras de la oferta y los condominios rurales que se multiplican. Aunque tiene el metro cuadrado más caro del Estado, es el lugar dónde más casas se construyen en Pernambuco además del distrito municipal según los corredores, con un medio de cinco por día.

## Turismo
Gravatá tiene alrededor de 70.000 habitantes, pero los fines de semana, especialmente con eventos, la población llega a aproximadamente a 120.000 personas. Multitud de turistas vienen a disfrutar del clima frío y agradable de la ciudad. En el distrito municipal se tienen muchos grandes eventos de festival a lo largo del año que dejan crecer el sector turístico importante.
- El segundo domingo de enero se celebra tradicionalmente la Festa de Reis
- En febrero, semana del precarnaval.
- Durante la Semana Santa, en abril, Itinerario de la Pasión. En ese periodo, actores locales organizan la Pasión de Cristo con multitud de atracciones de todos géneros. Se considera que unas 300 mil personas visitan la ciudad durante este tiempo.
- En mayo, abre el espacio para el turismo religioso, con las Festividades en honor de Frei Damião. Se organiza un gran paseo desde la iglesia Nossa Senhora de Sant´Ana que va a la Capilla del Arroyo la Miel (Capela do Riacho do Mel), dónde Frei Damião había celebrado la primera misa en Brasil.
- En junio, São João que a pesar de celebrarse solamente desde 2002, ya es uno de los más grandes y mejores del país.
- En la primera semana de agosto, la Feria de Verano.
- En septiembre, Fiesta Cultural.
- En diciembre, Navidad (Paixão de Cristo), con artistas de todos los estilos en las plazas centrales.

## Lugares de interés
- Alto do Cruzeiro, donde está la estatua del Cristo Redentor. El acceso se hace con 365 escalones de la Escalera de la Felicidad (Escada da Felicidade). Allí se puede disfrutar de la gastronomía en los restaurantes además de poder observar la puesta del sol.
- En el Pólo Moveleiro se comercializan muebles rústicos de madera maciza.
- En la Estação do Artesão situada en la antigua estación de tren, los artesanos de la ciudad presentan sus trabajos.
- Memorial da Cidade, Conmemorativo la Ciudad, localizado en el edificio viejo él la Cadena Pública.
- Banho de Dona Nadir, a 12 km de la ciudad, tiene piscinas naturales.

La arquitectura, con sus construcciones de los siglos pasados como la Oficina principal del vestíbulo de la Ciudad (1908), la iglesia de la Madre de Santa Ana (1810), la casa la avenida y la Capilla el Crucero que da un encanto especial a la ciudad.